# بورصة بيروت

شعار البورصة

بورصة بيروت هي سوق الأوراق المالية الوحيدة العاملة في لبنان. ترجع بداياتها إلى سنة 1920 زمن الانتداب الفرنسي. وقع سن قوانين تنظم السوق سنة 1945. شهدت السوق فترتها الذهبية في الخمسينات والستينات قبل أن تشهد ركودا بسبب الحرب. أغلقت السوق سنة 1983 بسبب الوضع الاقتصادي والأمني المتدهور. أعيد فتحها في سبتمبر 1995 لتعود التعاملات فيها في يناير 1996. بلغت قيمتها السوقية في 31 ديسمبر 2006 8.3 مليار دولار.

## الشركات المدرجة
يبلغ عدد الشركات المدرجة في بورصة بيروت 11 شركة إلى جانب عدة أدوات دين وصنادق استثمارية.
- سوليدير.
- بنك لبنان والمهجر.
- بنك عودة.
- البنك اللبناني للتجارة.
- بنك بيروت.
- بنك بيمو.
- بنك بيبلوس.
- رسامني يونس للسيارات.
- هولسيم لبنان.
- الاسمنت الأبيض.
- يونيسيراميك.

## وصلات خارجية
بورصة بيروت